# Констан, Дэвид
Дэвид Констан (англ. David Konstan; 1 ноября 1940, Нью-Йорк, Нью-Йорк — 2 мая 2024) — американский учёный-антиковед, известный своими работами о понятиях эмоции и красоты в древнем мире. Профессор классической литературы в Нью-Йоркском университете, ранее он три десятилетия преподавал в Университете Брауна, где был заслуженным профессором классической литературы Джона Роу Уоркмана и почётным профессором сравнительного литературоведения. 
Он получил степени бакалавра, магистра и доктора философии — все в Колумбийском университете.
Умер 2 мая 2024 года в возрасте 83 лет.